# آرترن/اوناشتروت
شهر آرترن/اوناشتروت (به آلمانی: Artern/Unstrut) در ایالت تورینگن در کشور آلمان واقع شده است.